# Plaça Major (Peratallada)
La Plaça Major és una plaça pública de Peratallada, al municipi de Forallac (Baix Empordà) inclosa a l'Inventari del Patrimoni Arquitectònic de Catalunya.

## Descripció
Edificis civils.- La plaça principal de la vila de Peratallada és al sector oriental del nucli urbà: intramurs del recinte de llevant de la muralla. És un espai públic de forma rectangular. Conserva a tot el costat septentrional els pòrtics antics, amb arcs de mig punt i rebaixats i voltes de canó o de llunetes, sobre els quals es drecen les cases d'aquest sector. Aquest porticat primitiu queda emmascarat per haver-se ampliat, en època molt recent -S.XVIII-XIX- les dites cases guanyant espai a la plaça pública i creant altres porxos i façanes adossats.
Tot plegat creat un conjunt edificat no mancat d'interès com a mostra d'arquitectura popular. A llevant la plaça devia estar també porticada, car en una de les façanes hi és visible una antiga arcada tapiada.
Els arcs antics són fets amb grans dovelles i carreus ben tallats; les voltes són de pedra morterada o bé rajola; les façanes, en general, són de rebles i morter, carreus angulars i, algunes remolinades. Als sectors més antics hi ha obertures amb llindes monolítiques; als afegitons tardans, balconades, galeries d'arcades de rajols, etc ...

## Història
La plaça,com altres carrers de la vila, ha sofert, en renovar recentment alguns elements sobretot obertures, atemptats greus amb la pèrdua de referències que eren indestriables de la seva imatge.